# Вогонь (Цілком таємно)
Вогонь — дванадцята частина першого сезону серіалу «Цілком таємно» («Секретні матеріали»).
До Малдера за допомогою звертається його колишня дівчина Фібі Грін, котра стала інспекторкою Скотленд-Ярду — вона розслідує смерті трьох британських політиків внаслідок самовільного загоряння.

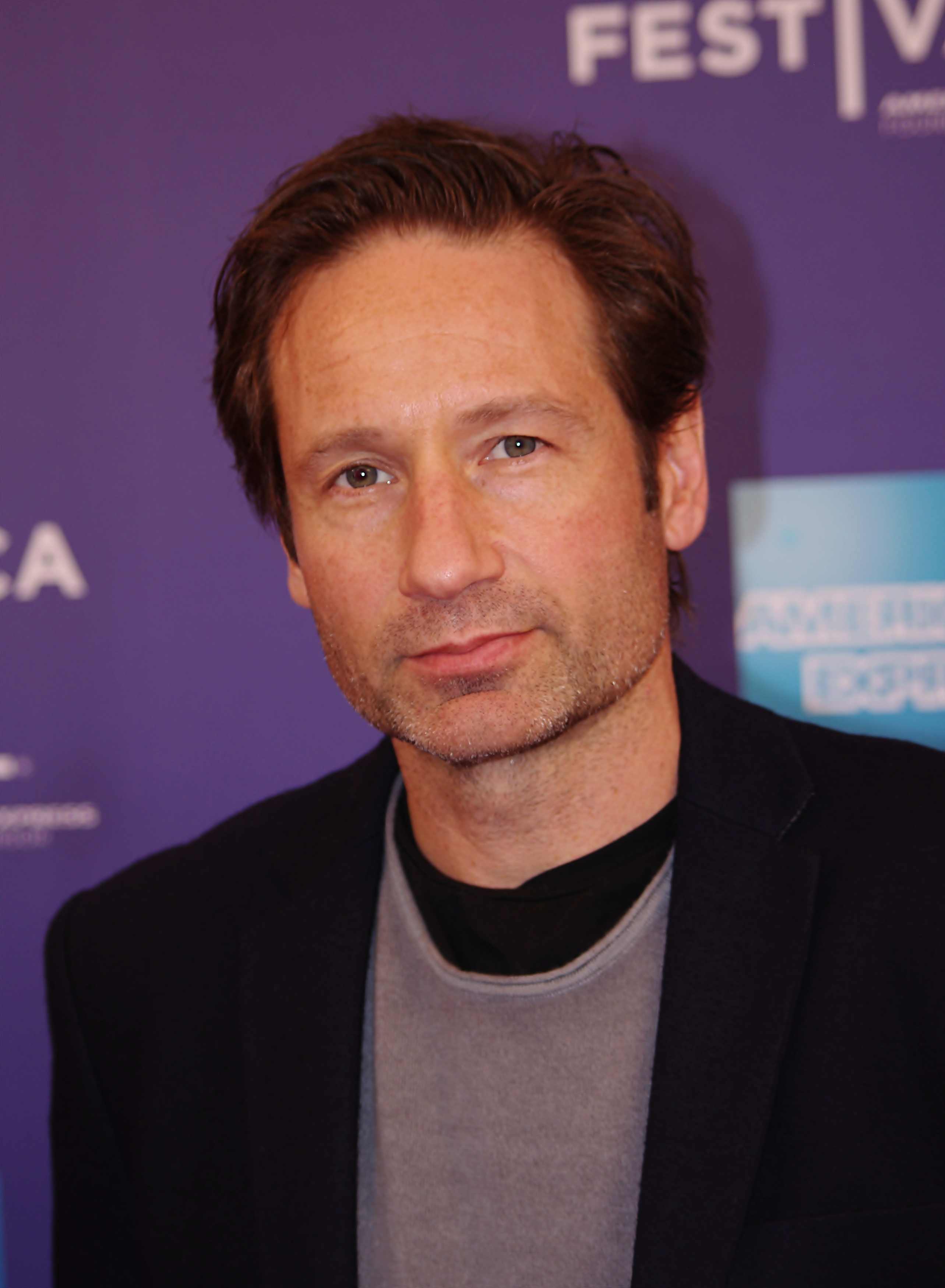

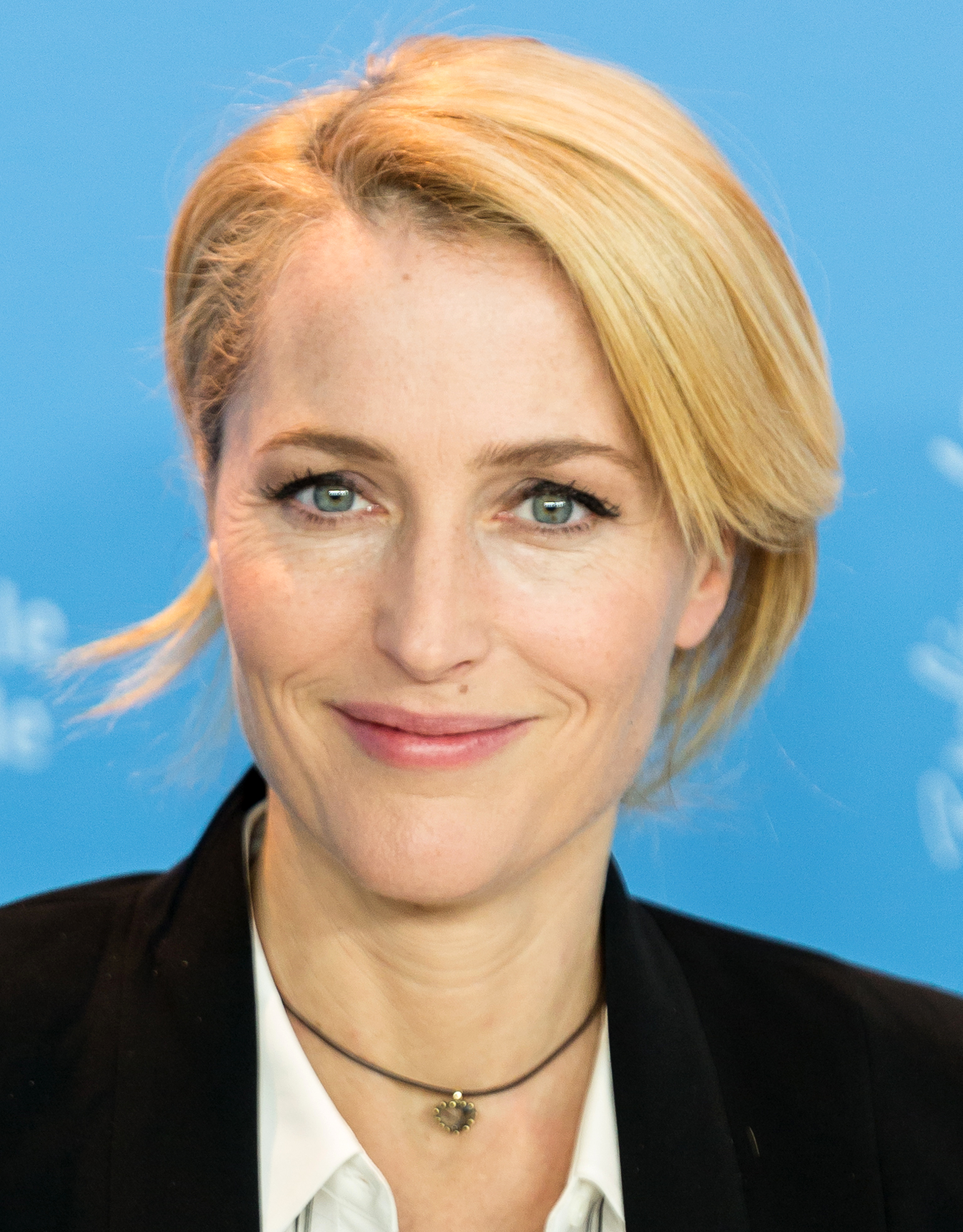

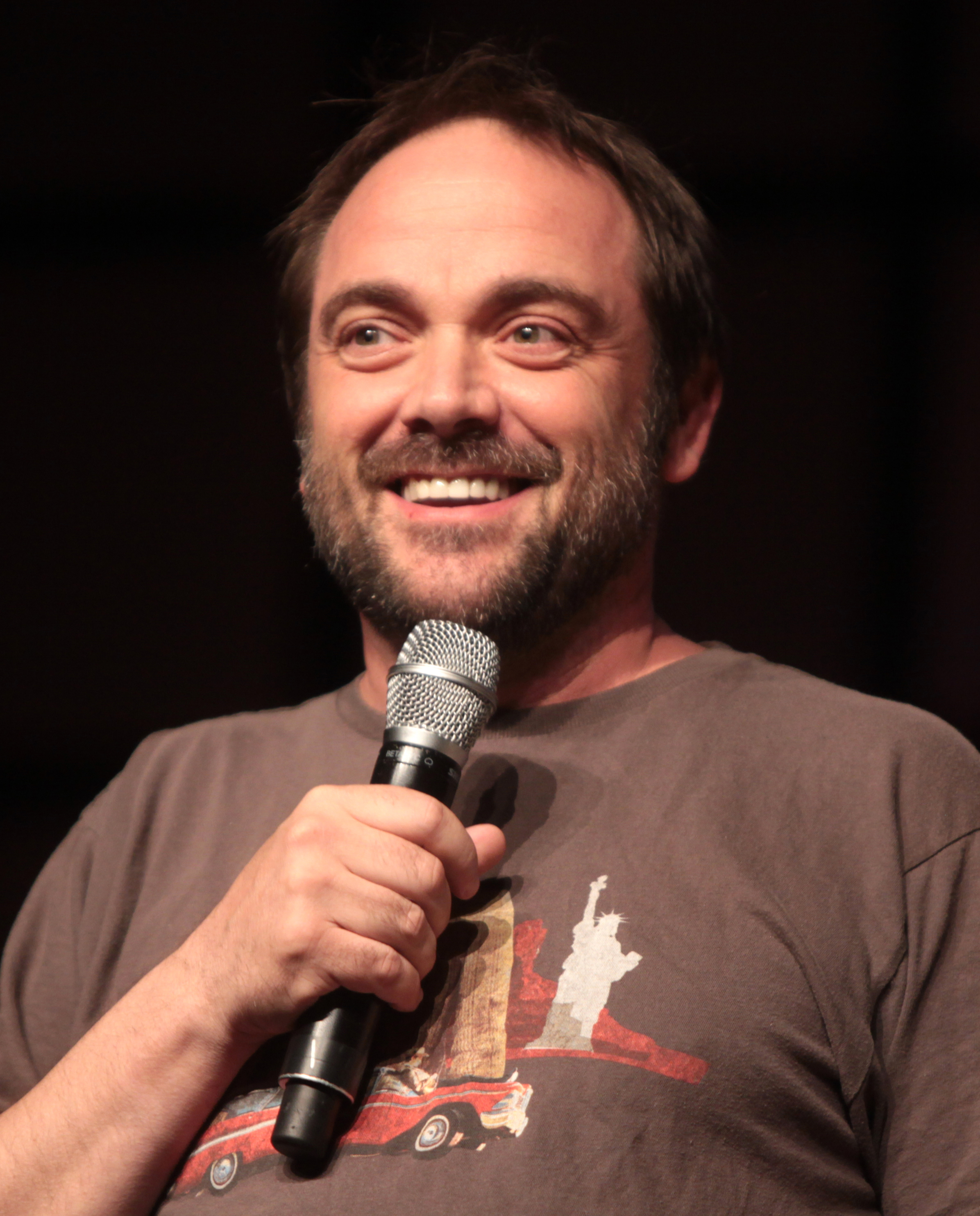

## Короткий зміст
В Бошемі (район Чичестер, Західний Сассекс, Велика Британія) чоловік похилого віку прощається з молодою дружиною перед відправленням на роботу. Несподівано він загоряється, прислуга намагається врятувати роботодавця. Лише садівник Сесіл Лайвлі не рухається та пильно постерігає за тим, як чоловік згоряє посеред свого газону.
Через кілька місяців у Вашингтоні Фібі Грін — слідча центрального управління поліції Лондона (та колишня дівчина Малдера — ще з часів їх навчання в Оксфорді) — просить у Фокса допомоги в розслідуванні справи. Фібі повідомляє, що серійний підпалювач жертв вибирає серед англійських аристократів, живцем їх спалює, при цьому не лишається жодного доказу. Єдиний зв'язок між злочинами — підозрілі «листи коханців» на касетах, котрі адресувалися дружинам жертв. Останньою жертвою підпалювача став сер Малкольм Марсден, однак йому вдалося врятуватися від пожежі, й він тимчасово виїхав з родиною від переслідувань в Кейп-Код. Агенти відвідують знавця-піротехніка, котрий їм повідомляє, що так сильно може горіти тільки ракетне паливо, при цьому знищує сліди займистої речовини.
Фокс признається Дейні, що Фібі колись розбила йому серце а тепер використовує, та зізнається, що страшенно боїться вогню. Лайвлі тим часом убиває доглядача будинку в Кейп-Коді (який знімав Марсден), та набризкує на стіни будови арготиполін — речовину, що містить елементи ракетного палива. Сесіл Лайвлі видає себе за Бобового доглядача, вітає новоприбулих англійців та товаришує з дітьми подружжя, захворілому шоферу пропонує привезти з міста ліки від кашлю. У місті з допомогою здатностей до пірокінезу він без якихось причин повністю спалює місцевий бар, при цьому ніби-то згорівши сам.
Малдер і Скаллі в лікарні допитують жінку, що стала свідком цього випадку; вона пригадує — у підпалювача бару сильний британський акцент. Від протикашлевого сиропу водію Марсденів гіршає (імовірно, Лайвлі туди підмішав арготиполін), місіс Лавлі просить Сесіла супроводити їх на званий обід в Бостон. За проханням Грін Малдер також летить в Бостон, сподіваючись розставити пастки підозрюваному. Тим часом Скаллі самостійно створює психологічний профіль підпалювача і робить висновок, що той вбиває багатих чоловіків красивих жінок через власну сексуальну незадоволеність.
На вечірці Грін та Малдер танцюють та потім цілуються на очах щойноприбулої Скаллі, котра відвертається та помічає в коридорі Лайвлі, що спостерігає за нею. За декілька секунд вмикається пожежна сигналізація — вказує, що на поверсі, де перебувають діти Марсденів, почалася пожежа. Малдер намагається врятувати дітей, однак через свою пірофобію та сильну задимленість втрачає свідомість, дітей рятує «Боб». Коли Малдер опритомнів, Скаллі інформує його про результати своїх розслідувань. Грін їй повідомив, що водій Марсденів, котрий врятував дітей, працює на подружжя вже 8 років та знаходиться поза підозрою. Фібі додає, що Марсдени наступного дня повертаються в Англію, а вона їх супроводжуватиме.
Скаллі обговорює з Малдером добуту інформацію та повідомляє, що підозрює - новоспечений англійський імігрант Сесіл Лайвлі і є нападник. На основі опису, який зробила госпіталізована відвідувачка спаленого бару, поліція створює фоторобот підозрюваного. Малдер добирається до будинку Марсденів з підозрою, що їх водій є підпалювачем. Фокс забігає в будинок і застає Фібі й сера Мардена на сходах, вони цілуються. У ванній знаходиться обвуглене тіло шофера. Коли приходить фоторобот, агенти розуміють, що підозрювати треба доглядача, котрий наразі знаходиться з дітьми. Лайвлі виходить в коридор другого поверху та на очах у Малдера здійснює підпал. Фокс, долаючи свою пірофобію, знаходить в собі сили рушити на порятунок дітей, Лайвлі тим часом спускається на перший поверх. Скаллі бере підпалювача на приціл, Лайвлі попереджує, що спалах від її пострілу може підпалити будинок. Фібі з-за рогу вихлюпує в лице Лайвлі «арготиполін», він вибігає в сад, де самозаймається, і з криком «Неможливо подолати вогонь вогнем!» обвуглений падає на землю.
Фібі повертається до Великої Британії, голос Скаллі за кадром повідомляє, що видужання Лайвлі відбувається надзвичайно швидко, і незабаром він постане перед судом. Тим часом він перебуває у лікарні, до нього підходить медсестра й запитує, чим може допомогти, на що обвуглений Лайвлі відповідає: “До смерті хочеться курити”.

## Знімались
| Актор             | Роль             |
| ----------------- | ---------------- |
| Девід Духовни     | Фокс Малдер      |
| Джилліан Андерсон | Дейна Скаллі     |
| Аманда Пейс       | Фебі Грін        |
| Ден Летт          | Малкольм Марсден |
| Марк Шепард       | Боб              |
| Лінда Бойд        | жінка в барі     |

## Принагідно
- Fire